# Америчка хорор прича: Њујорк
Једанаеста сезона америчке телевизијске серије Америчка хорор прича, поднасловљена Њујорк, дешава се 1980-их у Њујорку и прати низ убистава геј мушкараца, као и појаву новог вируса. Ансамблску поделу улога предводе Расел Тови, Џо Мантело, Чарли Карвер, Били Лурд, Лесли Гросман, Сандра Бернхард, Ајзак Кол Пауел, Закари Квинто, Денис О’Хер и Пети Лупоне. Сви глумци су раније већ глумили у серији, осим придошлица Товија, Мантела и Карвера.
Сезона је емитована од 19. октобра до 16. новембра 2022. и састоји се од 10 епизода. Поднаслов је објављен у септембру 2022. Добила је позитивне рецензије критичара, али је постала прва сезона серије која није номинована ни за једну награду Еми за програм у ударном термину.

## Улоге
- Расел Тови као Патрик Рид
- Џо Мантело као Џино Барели
- Чарли Карвер као Адам Карпентер
- Били Лурд као др Хана Велс
- Лесли Гросман као Барбара Рид
- Сандра Бернхард као Фран
- Ајзак Кол Пауел као Тео Грејвс
- Закари Квинто као Сем
- Денис О’Хер као Хенри Грант
- Пети Лупоне као Кети Пизаз

## Епизоде
| Бр. еп. (укупно) | Бр. еп. (у сезони) | Наслов | Редитељ      | Сценариста                           | Премијера          | Прод. код | Гледаност у САД (милиони) |
| ---------------- | ------------------ | ------ | ------------ | ------------------------------------ | ------------------ | --------- | ------------------------- |
| 114              | 1                  |        | Џон Џеј Греј | Рајан Марфи и Бред Фалчак            | 19. октобар 2022.  |           | 0,384                     |
| 115              | 2                  |        | Макс Винклер | Нед Мартел, Чарли Карвер и Мени Кото | 19. октобар 2022.  |           | 0,276                     |
| 116              | 3                  |        | Џон Џеј Греј | Бред Фалчак и Мени Кото              | 26. октобар 2022.  |           | 0,378                     |
| 117              | 4                  |        | Џенифер Линч | Нед Мартел и Чарли Карвер            | 26. октобар 2022.  |           | 0,279                     |
| 118              | 5                  |        | Парис Беркли | и Џенифер Солт                       | 2. новембар 2022.  |           | 0,265                     |
| 119              | 6                  |        | Џон Џеј Греј | Бред Фалчак, Мени Кото и             | 2. новембар 2022.  |           | 0,191                     |
| 120              | 7                  |        | Парис Беркли | и Мени Кото                          | 9. новембар 2022.  |           | 0,274                     |
| 121              | 8                  |        | Џенифер Линч | Нед Мартел, Чарли Карвер и           | 9. новембар 2022.  |           | 0,152                     |
| 122              | 9                  |        |              |                                      | 16. новембар 2022. |           | 0,277                     |
| 123              | 10                 |        | Џенифер Линч | Нед Мартел и Чарли Карвер            | 16. новембар 2022. |           | 0,191                     |